# Nicola Riganti
Nicola Riganti (* 25. März 1744 in Molfetta; † 31. August 1822 in Rom) war ein italienischer Geistlicher, Bischof von Ancona und Numana und Kardinal.

## Leben
Er stammte aus einer Familie des Bürgertums von Molfetta und war der Sohn von Michele Riganti. In Rom studierte er Rechtswissenschaften am Collegio dei Protonotari Apostolici und wurde dort am 15. Februar 1767 zum Doctor iuris utriusque promoviert. Am 12. März 1767 wurde er Referendar an den Gerichtshöfen der Apostolischen Signatur. Die Priesterweihe empfing Nicola Riganti am 14. August 1768. Im Januar 1770 wurde er zum Relator der Kongregation für die Güterverwaltung bestellt. Er war beteiligt an der Umsetzung des Dekrets Dominus ac Redemptor zur Aufhebung des Jesuitenordens, als er im August 1773 für die Besetzung des Collegio Greco sorgte. Bis zu seiner Erhebung in den Kardinalsstand nahm er verschiedene weitere Aufgaben in der römischen Kurie wahr und zeichnete sich dabei als hervorragender Kenner des Kirchenrechts aus.
Papst Pius VII. ernannte ihn kurz nach seiner Wahl noch in Venedig zum Vize-Auditor der Sacra Consulta und am 30. Oktober 1800 zu deren Sekretär. Im Dezember desselben Jahres wurde Nicola Riganti Mitglied der Kommission, die zur Revision der Finanzen der vorigen, vom Königreich Neapel errichteten Giunta di Stato eingesetzt wurde. Als er der französischen Besetzung Roms entgegentrat, wurde Riganti am 16. Juni 1808 von den kaiserlichen Behörden festgenommen und ins Exil nach Ancona verbracht. Nach der abermaligen Wiederherstellung des Kirchenstaates kehrte er nach Rom zurück und nahm seine Position als Sekretär der Consulta wieder auf. Als Pius VII. vom 22. März bis zum 7. Juni 1815 nach Genua fliehen musste, war Riganti Mitglied des Staatsrates unter dem Vorsitz von Kardinal Giulio Maria della Somaglia.
Papst Pius VII. nahm ihn im Konsistorium vom 8. März 1816 in das Kardinalskollegium auf und ernannte ihn am selben Tag zum Bischof von Ancona und Numana. Den Kardinalshut erhielt Nicola Riganti am 11. März desselben Jahres. Die Bischofsweihe spendete ihm am 21. März 1816 Papst Pius VII. persönlich; Mitkonsekratoren waren die Erzbischöfe Francesco Bertazzoli und Giuseppe Bartolomeo Menocchio, Päpstlicher Sakristan. Am 29. April 1816 wurde er Kardinalpriester und erhielt Santi Marcellino e Pietro als Titelkirche verliehen.
Nicola Riganti starb sechs Jahre später in Rom und wurde in der dortigen Kirche Santa Maria sopra Minerva beigesetzt.